# Henschel/SSW Typ EL10
Die elektrischen Tagebaulokomotiven Henschel/SSW Typ EL 10 wurden bei Henschel und SSW in der Zeit von 1950 bis 1954 in 18 Exemplaren für die Niederrheinischen Braunkohlenwerke und das Helmstedter Braunkohlerevier gefertigt.
Die Lokomotiven in Spurweite 900 mm waren zu ihrer Zeit die größten gebauten Tagebaulokomotiven für die Grubenbahnspur. Sie wurden nach Schließung von Grubenbahnen bzw. Umstellen auf Förderbänder bis 1993 komplett ausgemustert. Eine Lokomotive ist heute (2024) in der Schauanlage Schöningen des Helmstedter Braunkohlereviers erhalten geblieben.

## Geschichte
Die Lokomotiven gehen in ihrer Historie auf die Tagebaulokomotive KEL 3 zurück. Solch leistungsfähige Maschinen wollte die Braunkohleindustrie für die damals noch zahlreichen Strecken in Grubenbahnspur haben. So wurde von der Braunkohleindustrie ein entsprechender Entwurf erarbeitet. Da Henschel bereits mehrere Tagebaulokomotiven standardisiert hatte, wurde für die neu zubauende Lokomotive die Typenbezeichnung EL 10 festgelegt. Die Lokomotiven von Rheinbraun waren mit einer Länge über Puffer von 19.100 mm geringfügig kürzer als die Helmstedter Maschinen und in der Geschwindigkeit mit 50 km/h etwas schneller. Neben Henschel liefert auch mit der Type Krupp/AEG Typ Zukunft dreiteilige elektrische Lokomotiven für die Grubenbahnspur, die sich allerdings im Aussehen und den technischen Daten deutlich von den Henschel-Loks unterschieden.

### Niederrheinische Braunkohlewerke
Für den Betrieb auf der Grube Zukunft wurden 1950 die ersten beiden Lokomotiven der Baureihe EL 10 geliefert. Weitere Exemplare erhielten die Nummern 17–19, 21–22 und 26–27. Neben den Henschel-Loks wurden konzeptionell ähnliche Maschinen von dem Konsortium Krupp und AEG an die Grube Zukunft geliefert. Sie sollten den gestiegenen Förderleistungen der Tagebaugroßgeräte mit einer entsprechenden Förderungsmasse ermöglichen.
Von den Niederrheinischen Braunkohlewerken wurden die Lokomotiven später als 1100–1102, 1104–1105 und 1109–1110 bezeichnet. Der große Vorteil der Loks waren ihre Leistungsfähigkeit und die gute Kurvengängigkeit. Trotzdem erreichten viele Lokomotiven nur ein geringes Alter von 20 Jahren. Als neue Großbagger für die Förderung beschafft wurden, wurde der Grubenbahnbetrieb eingestellt und durch entsprechend leistungsfähige Förderbänder ersetzt. Die niederrheinischen EL 10 waren bis 1974 im Einsatz.

### Helmstedter Braunkohlenrevier
Von 1953 an beschafften auch das Helmstedter Braunkohlereviere Lokomotiven EL 10, nachdem zuvor der Tagebau Trendelbusch auf die Betriebsspannung 1200 V = umgestellt wurde. Auch hier war das Kriterium für den Einsatz der Loks die Vergrößerung der Fördermenge. Die Lokomotiven wurden als 89 bis 99 bezeichnet. Eine mechanische Hülle für eine Reservelok wurde zusätzlich geliefert.
Deutlich länger im Einsatz waren die Helmstedter Loks im Vergleich zu jenen vom Rheinbraun. Ende der 1980er Jahre waren sie noch alle im Einsatz und mit Kohle- und Abraumzügen voll gefordert. 1991 waren bereits einige Tagebaue ausgekohlt. Die EL 10 wurden besonders auf der Förderbahn von Helmstedt nach Schöningen verwendet.  Für die verbliebenen Tagebaue wurde 1993 eine neue Förderbandanlage eingerichtet. Im gleichen Jahr schieden auch sämtliche Lokomotiven der Reihe EL 10 aus dem Zugdienst aus. Die Lokomotive 95 (Henschel 25652, SSW 5438) wurde als Denkmal wieder aufgebaut und befindet sich heute im Besucherpark in Schöningen.

## Technik
Die dreiteiligen Lokomotiven haben einen Mittelführerstand. Die Haupt- und Seitenstromabnehmer sind auf den beiden Endteilen platziert. Ein Notbetrieb mit nur zwei Fahrzeugteilen war möglich, z. B. wenn Fahrmotoren ausgefallen waren. Die Laufruhe wurde durch tief liegende Ballastgewichte verbessert. Die Lokomotiven waren in der Schweißkonstruktion hergestellt.
In der Fahrzeugfederung wurden einzelne Stoßdämpfer angebracht, was einen weicheren Lauf des Fahrzeuges bei den grob verlegten Strossengleisen ergab. Sämtliche Aufbauten außer dem Führerhaus waren mit Lüftungskiemen versehen. Die Vorbauten konnten in der Werkstatt abgenommen werden. Die Druckluftversorgung wurde durch zwei Luftpresser von Knorr sichergestellt und die Luft in sechs Hauptluftbehältern gespeichert. Die Drucklufteinrichtungen lagen jeweils in den Endteilen.
Durch die Gleichstromtechnik wurde die elektrische Spannung von der Fahrleitung über den feinstufigen Nockenfahrschalter mit der Widerstandssteuerung zu den Fahrmotoren geführt. Diese waren als Reihenschlussmaschinen ausgeführt. Es gab drei Schaltgruppen: in der ersten Anfahrgruppe (Schaltstufe 1–13) lagen jeweils drei Motoren in Reihe, die beiden Gruppen waren parallel. In der zweiten Anfahrgruppe (Schaltstufe 14–19) waren jeweils zwei Motoren in Reihe geschaltet und die einzelnen Gruppen parallel. In der dritten Anfahrgruppe (Schaltstufen 20–29) lagen jeweils zwei Gruppen parallel und alle drei Gruppen zueinander ebenfalls parallel. Beim so genannten Schleichfahren um etwa 1 km/h lagen alle Motoren in Reihe. Für die Helmstedter Lokomotiven lag der Fahrschalter auf der Rückseite des Führerstandes und war deutlich leichter zu bedienen.
Die Widerstandsbremse reichte für alle Betriebssituationen in Helmstedt aus und ermöglichte eine rein elektrische Bremsung von Leerzügen im Gefälle von 25 ‰. Außerdem war noch eine Indirekte Bremse für die Bremsung von Lok und Zug vorhanden. Bei elektrischer Bremsung der Lok konnte der Zug bei Bedarf mit Druckluft gebremst werden. Um ein Rädergleiten bei der Lok zu verhindern, war dabei die Lok-Druckluftbremse ausgeschaltet.